# Clown, Chien et Ballon
Pour plus de détails, voir Fiche technique et Distribution.
Clown, Chien et Ballon est un film français réalisé par Alice Guy en 1905. Ce film est également connu sous le titre Chien jouant à la balle.

## Synopsis
Sur la place d’un village, un clown joue au ballon avec un chien : prétexte à de nombreuses culbutes pour l’homme et à des sauts audacieux pour l’animal.

## Analyse
Malgré son extrême simplicité, une impression de joyeuse facétie se dégage du film tant la complicité du chien et de son maître paraît évidente.
À la fin du film, le clown revient pour saluer.

## Fiche technique
- Titre : Clown, Chien et Ballon - Chien jouant à la balle
- Réalisation : Alice Guy
- Société de production : Société L. Gaumont et compagnie
- Pays d’origine :  France
- Genre : Numéro de cirque
- Durée : 2 minutes
- Dates de sortie : 1905
- Licence : Domaine public

## Autour du film
La place du village est simplement suggérée par un rideau peint sur lequel vient d’ailleurs parfois rebondir le ballon.